# Los Coronado
Los Coronado är en ort i Mexiko.   Den ligger i kommunen Mexquitic de Carmona och delstaten San Luis Potosí, i den centrala delen av landet, 400 km nordväst om huvudstaden Mexico City. Los Coronado ligger 1 970 meter över havet och antalet invånare är 205.
Terrängen runt Los Coronado är platt åt nordost, men åt sydväst är den kuperad. Runt Los Coronado är det ganska tätbefolkat, med 54 invånare per kvadratkilometer. Närmaste större samhälle är San Luis Potosí, 15,6 km sydost om Los Coronado. Omgivningarna runt Los Coronado är i huvudsak ett öppet busklandskap.